# Бондаренко, Максим Викторович
Макси́м Ви́кторович Бондаре́нко (16 июня 1981, Волгоград, СССР) — российский футболист, нападающий.

## Карьера
В 1998 году стал выступать за волгоградский «Ротор». Сначала играл за дубль во втором дивизионе, а затем через год был уже в первой команде. В высшем дивизионе дебютировал 16 октября 1999 года в домашнем матче против «Сатурна»: после перерыва вышел на замену вместо Дениса Зубко. Это был его единственный матч в том сезоне. В 2002 году стал лучшим бомбардиром турнира дублёров с 16 голами. Всего за вторую команду «Ротора» сыграл более 130 матчей. Через 2 года покинул клуб и перешёл в «Факел». Проведя там сезон, ушёл в «Орёл», затем в том же году в «Содовик». В 2007 году играл за «Балтику», в 2008 году за «Олимпию». После этого год не играл, пока в 2010 году не пришёл в «Сахалин». В следующем году выступал за «Мостовик-Приморье» из Уссурийска. В 2011 году с 4 голами вместе с Сейду Думбья стал лучшим бомбардиром Кубка России 2010/11.